# Саянов, Виссарион Михайлович
Виссарион Михайлович Сая́нов (настоящая фамилия — Махлин; 3 (16) июня 1903, Женева — 22 января 1959, Ленинград) — русский советский писатель и поэт, редактор. Лауреат Сталинской премии третьей степени (1949) за роман «Небо и земля» (1935—1948).

## Биография
В. М. Саянов родился 3 (16) июня 1903 года в Женеве в семье политэмигрантов, профессиональных революционеров Михаила Вениаминовича Махлина (1882, Гомель — 1938, Москва, расстрелян) и Александры Семёновны Махлиной. Родители сначала были сторонниками Бунда, в эмиграции примкнули к эсерам-максималистам. После возвращения в Россию в 1908 году они были осуждены по делу максималистов и сосланы на каторгу, а потом и на вечное поселение в Иркутскую губернию. Детство писателя прошло на знаменитых Ленских приисках. Позже он взял себе псевдоним по Саянскому хребту. Русскому языку и грамоте, а также иностранным языкам обучался у местного священника, ссыльных и поселенцев. В своей автобиографии поэт позже вспоминал, что детские воспоминания, картины «величественной» сибирской природы и быта оказали значительное влияние на его творчество и предопределили его «жизненное призвание»: «Именно там, на далёких приисках, научился я любви к великому русскому слову, узнал тайны коренного русского языка. Первые стихи, написанные мною, были посвящены витимско-олёкминскому краю, и повествованию о нём я посвятил долгие годы жизни».
В 1917 году с родителями приехал в Петроград. Полгода учился в гимназии, затем два года на седьмых коммунальных курсах. В 1920 году, спасаясь от голода, уехал с родителями на Урал. В 1920—1922 годах работал учителем начальной школы в шахтёрском посёлке Тугайкуль (ныне город Копейск) под Челябинском. В 1922 году Союз горнорабочих направил Саянова в командировку в Петроградский университет, где он по 1925 год проходил обучение и откуда был призван на военную службу в РККА. Литературное творчество Саянов начинал как поэт. В 1923 году вошёл в ЛАПП, в 1926—1929 годах входил в группу «Смена» (был и её руководителем). В своей автобиографии отмечал, что в Ленинграде начались и прошли годы его творческой деятельности как писателя: «В 1923 году я вступил в Ленинградскую ассоциацию пролетарских писателей. Тот год я и считаю началом своего пути в литературе». В 1926 году вышла его первая книга стихов — «Фартовые года», которая положительно было оценена критиками и восторженно принято читателями. Особенно приятно начинающему поэту было мнение Николая Асеева, который в своей рецензии писал: «Эти строчки захочется поставить эпиграфом к книжке лучших своих стихов каждому современному поэту. Виссарион Саянов этими четырьмя строчками стал ближе и дороже поэзии сегодняшнего дня, чем многие убористыми томами бесцветных подражаний». Также Асеев отмечая, что поэт вполне овладел стихосложением, допускает стилистическое однообразие, так начало многих строк начинается с выкриков-междометий («Ах ты, сердце», «Эй, Нарвская застава, здравствуй», «Ой, солнце», «Эй, братишка» и т. д.). Критик указывает на то, что такие приёмы распространённые у пролетарских поэтов восходят к славянофильскому модернизму.
В 1931 году Максим Горький предложил Саянову стать его заместителем в журнале «Литературная учёба» и в тот же период привлёк его к работе над книжной серией «Библиотека поэта». С 1934 года Саянов постоянно жил в Ленинграде. Автор литературоведческих работ «Современные литературные группировки» (1928), «От классиков к современности» (1929) и других.
В годы советско-финской войны (1939—1940) и Великой Отечественной войны был военкором фронтовой газеты «На страже Родины» — печатного издания Ленинградского военного округа. В начале войны написал стихотворение «Клятва наркому» на слова которой композитор Дмитрий Шостакович создал одноимённую патриотическую песню для баса, хора и фортепиано. Ответственный редактор журналов «Ленинград» (1942—1944) и «Звезда» (1945—1946). Перепечатал в «Звезде» (1946, № 5—6) без согласования с автором из «Мурзилки» рассказ М. Зощенко «Приключения обезьяны», за который впоследствии Зощенко был подвергнут сокрушительной критике. Ушёл с должности за два дня до выхода постановления ЦК КПСС о журналах «Звезда» и «Ленинград». Оправдывался за публикацию следующим образом: «Мы указывали авторам на их ошибки, но у некоторых писателей было суждение такое, что вот война кончилась, теперь они отдохнут и теперь надо развлекать советского читателя… Наша вина, что против таких настроений мы не сумели отделить передовую писательскую часть… Вот, мне кажется, то основное, что следовало сейчас сказать».
За роман «Небо и земля» (1935—1948) удостоен Сталинской премии в области литературы и искусства за 1949 год. Член редколлегии серии «Библиотека поэта». Член правления Ленинградского отделения СП СССР (с 1941), Президиума СП СССР (с 1954). Песни на его стихи создали композиторы Анатолий Канкарович, Исаак Дунаевский, Борис Гольц, Дмитрий Шостакович, Александр Митюшин, Давид Прицкер.
Принял активное участие в осуждении Б. Пастернака. Выступив на собрании ленинградских писателей 30 октября 1958 года он, в частности, сказал: 
Что касается Пастернака, то мы можем только выразить ему свое презрение. Он подло поступил. Он был внутри нас, жил с нами, а был внутренним эмигрантом. Ничего страшнее, позорнее, униженнее быть не может.<…>всё будущее поколение русских поэтов будет с презрением думать о Пастернаке, который в момент ожесточенной борьбы, когда поднимаются против нас голоса, когда на каждом шагу видишь ненависть к нам, в этот момент он встал в их лагерь, перешёл на сторону врага. Изменникам нет места в советской литературе!<…>Я вспоминаю слова Маяковского, когда в 1929 году я как один из руководителей тогдашнего Союза писателей разбирал дело Пильняка и Замятина, опубликовавших свою вредную вещь за границей, то Маяковский сказал: «Выставить их вон!» Я думаю, что этот лозунг великого поэта должен быть осуществлен.
Герой известной эпиграммы неизвестного автора: «Встретил я Саянова / трезвого, не пьяного. / Саянова? Не пьяного? / Ну, значит, не Саянова».
Умер 22 января 1959 года в Ленинграде. 

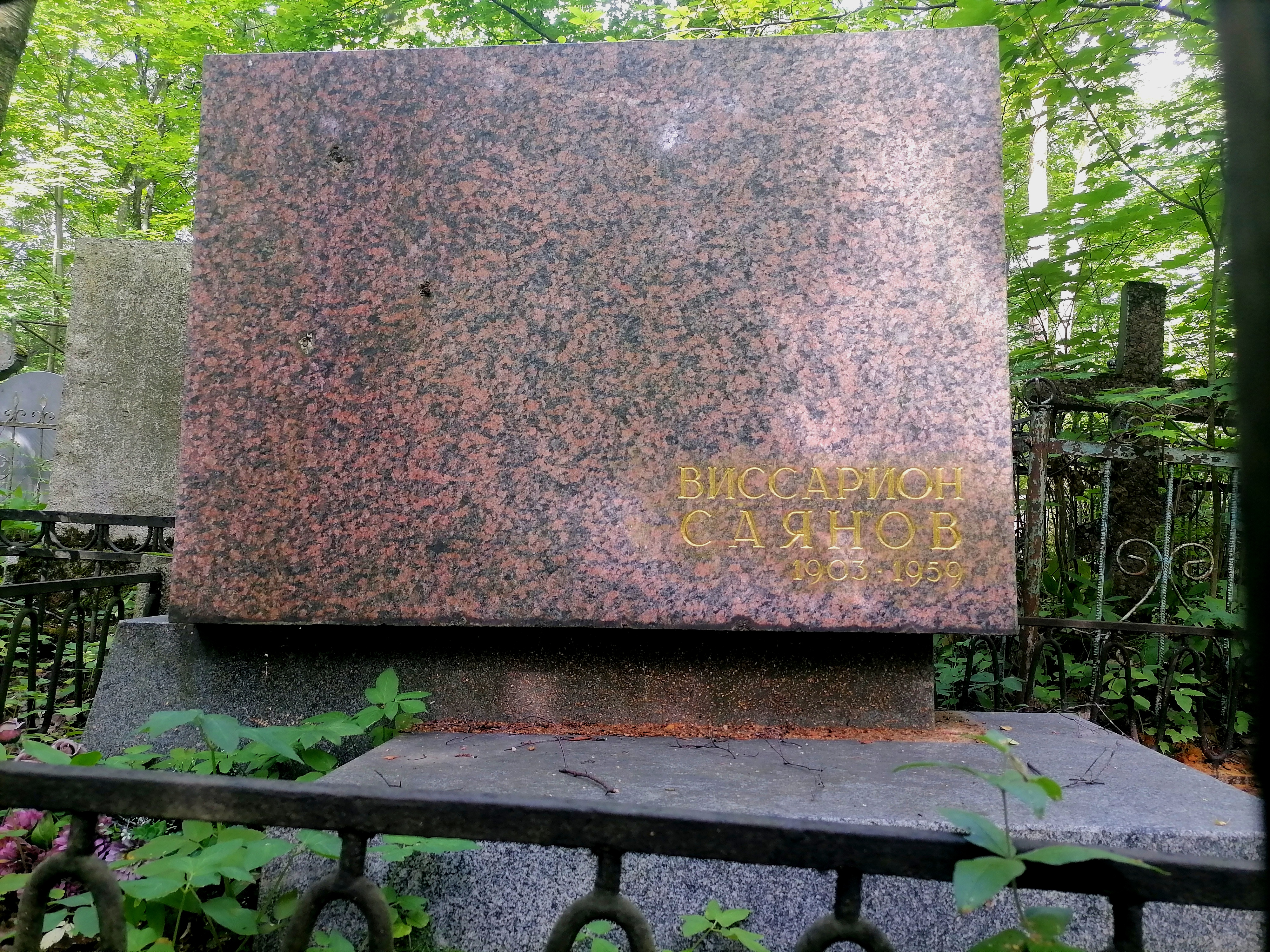
Могила Виссариона Саянова на Богословском кладбище

Похоронен в Санкт-Петербурге на Богословском кладбище (невская дорожка; на могиле — гранитная стела с барельефом (утрачен): скульптор М. Т. Литовченко, архитектор В. А. Петров)
В Санкт-Петербурге на доме № 2 по Чебоксарскому переулку, где жил писатель, установлена мемориальная доска.

## Семья
Жена — Екатерина Януарьевна Рыкова (1906—1980), сестра переводчицы Надежды Рыковой.

## Творчество
Наиболее ярко талант Саянова раскрылся в двух первых его сборниках стихов, где он говорит от имени фабрично-заводской комсомольской братвы и эстетизирует суровую эпоху.
- Сборники стихов
  - «Фартовые года» (1926)
  - «Комсомольские стихи» (М.: Московский рабочий, 1928. — 112 с.)
  - «Современники» (1929)
  - «Годы славы» (Л.: Лениздат, 1946)
  - «Нюрнбергский дневник» (1948)
- Поэмы
  - «Золотая Олёкма» (1934)
  - «Лукоморье» (1939)
  - «Ива» (1939)
  - «Слово о Мамаевом побоище» (1939)
  - «Орешек. Невская повесть» (1943)
  - «Праздник» (1945)
  - стихотворный роман «Колобовы» (1955)
- Повести
  - «Подруга верная моя» (1930)
  - «Остров Мадагаскар» (1933)
  - «Две реки» (1936)
  - «Страна отцов» (1937)
  - «Детство на Негаданном» (1939)
  - «Беловежская повесть» (1943)
- Романы
  - «Небо и земля» (1935—1954) — о первых русских лётчиках
  - «Лена» (1953—1955) — о революционном движении в царской России
  - «Страна родная» (1953—1956) — о социалистическом строительстве 1928—1946 годов

(По замыслу автора все три романа объединяются в трилогию, хоть их и не связывают какие-либо сюжетные линии или общие персонажи. При этом первой частью является «Лена», а второй — «Небо и земля».)
- Книги очерков
  - «В боях за Ленинград» (1943)
  - «На полях Ленинградской битвы» (1945)
  - «Ленинградский дневник» (1958)
- Книги по теории литературы
  - «От классиков к современности», Ленинград −1929
  - «Современные литературные группировки»
  - «Очерки по истории русской поэзии XX века», Ленинград −1929
  - «Поэзия реконструктивного периода»
  - «Начала стиха», Ленинград −1930

## Награды и премии
- Сталинская премия третьей степени (1949) — за роман «Небо и земля»[16]
- орден Трудового Красного Знамени
- орден Отечественной войны 2-й степени (03.08.1944)
- орден Красной Звезды (1940)
- орден «Знак Почёта» (31.01.1939)
- медаль «За оборону Ленинграда»